# Hwasan-myeon, Yeongcheon
Hwasan-myeon (koreanska: 화산면) är en socken i den östra delen av Sydkorea, 240 km sydost om huvudstaden Seoul. Den ligger i kommunen Yeongcheon i provinsen Norra Gyeongsang.